# Yo, mi, me, contigo
Yo, mi, me, contigo és el dotzè disc de Joaquín Sabina.
Al disc hi participen els artistes Flaco Jiménez, Charly García, Pedro Guerra, Carlos Varela, Manu Chao, Los Rodríguez, Alejandra Guzmán i Caco Senante. Va ser ravat i mesclat a Red Led per Juan González, i masteritzat per José L. Crespo.

## Llista de cançons
1. El rocanrol de los idiotas - 4:18
2. Contigo - 4:38
3. Jugar por jugar - 4:16
4. Es mentira - 4:22
5. Mi primo el Nano - 3:40
6. Aves de paso - 4:31
7. El capitán de su calle - 3:08
8. Postal de La Habana - 5:21
9. Y sin embargo - 4:36
10. Viridiana - 2:52
11. Seis de la mañana - 3:48
12. No sopor…, no sopor… - 4:31
13. Tan joven y tan viejo - 4:17